# Сильвестр (Ольшевский)
Архиепи́скоп Сильве́стр (в миру Иусти́н Льво́вич Ольше́вский; 15 июня 1860, Косовка, Сквирский уезд, Киевская губерния — 10 марта 1920, Омск) — епископ Русской православной церкви; с 4 июня 1915 года епископ; с 1918 года — архиепископ Омский и Павлодарский.
Прославлен в лике святых новомучеников и исповедников Российских Русской православной церковью в 2000 году в лике священномученика, но с 2018 года в связи с уточнёнением обстоятельств его кончины он именуется священноисповедником.

## Биография
Родился 15 июня 1860 года в селе Косовка Сквирского уезда Киевской губернии в семье диакона Льва Ольшевского.
Окончил Киево-Подольское духовное училище. В 1883 году окончил Киевскую духовную семинарию, а в 1887 году — Киевскую духовную академию со степенью кандидата богословия. В 1885—1889 годах был домашним чтецом у ректора академии архимандрита Сильвестра (Малеванского), имевшего слабое зрение; оказывал ему техническую помощь при написании первых двух томов из пятитомного труда «Догматическое богословие». С 27 октября 1887 года преподавал в церковно-приходской школе в селе Липовка Киевского уезда, а с 15 января 1888 года был преподавателем Закона Божия в двухклассном министерском училище в местечке Шпола того же уезда, где большое влияние имели штундисты.
С 7 марта 1889 года — киевский епархиальный миссионер, преподаватель церковно-приходской школы Киевского Свято-Владимирского братства, а с 1890 года — полтавский епархиальный миссионер и преподаватель истории, а с 1894 года пастырского руководства, литургики и гомилетики в Полтавской духовной семинарии.
Занимался миссионерской деятельностью в течение двух десятилетий. Активно противодействовал развитию баптизма на Украине, написал книгу «Обличение штунды в библейских текстах» с критикой взглядов представителей этого течения, которая стала пособием для миссионеров и священников. Заявлял, что «отступники, штунда разных наименований, суть изменники и враги святой Церкви, изменники и враги государства, изменники и враги всего славянства».
Был рукоположён в сан священника целибатом 2 февраля 1892 года; зачислен в клир Полтавского кафедрального собора. С октября 1892 года по 1896 год — руководитель и законоучитель Полтавской женской воскресной школы. С 1896 года — епархиальный наблюдатель церковных школ Полтавской епархии, член совета Свято-Макарьевского братства и епархиального училищного совета; 12 мая 1902 года был возведён в сан протоиерея.
В 1910 году — председатель Полтавского миссионерского совета, участник трёх всероссийских и двух областных миссионерских съездов, награждён наперсным золотым крестом с драгоценными украшениями. 10 декабря был пострижен в монашество с именем Сильвестр и возведён в сан архимандрита. До пострижения он многие годы вёл монашескую жизнь, жил в скромной келье при монастырской гостинице.

### Епископ

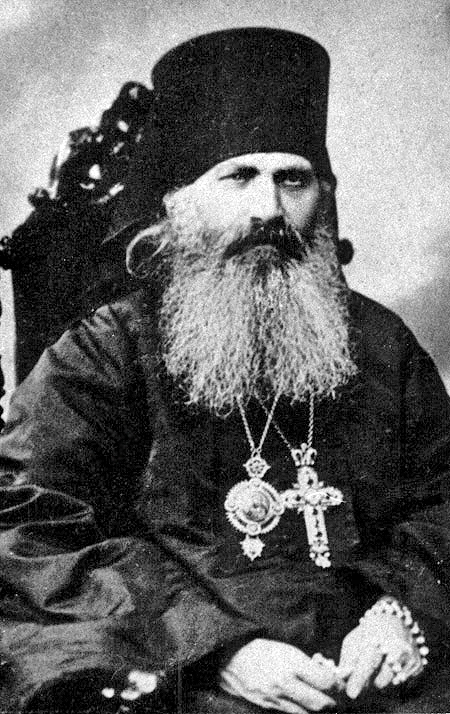

С 16 января 1911 года — епископ Прилукский, викарий Полтавской епархии.
Организовывал богословские чтения для интеллигенции и лично в них участвовал. По его инициативе было создано «Братство законоучителей и педагогов в память отца Иоанна Кронштадтского», издан Переяславский Полтавский патерик. В адресе, поднесённом ему к пятнадцатилетию церковно-школьной работы, его деятельность была охарактеризована так: «По градам и весям, по далёким и захолустным окраинам нашей епархии Вы разносили горячий призыв к дружной работе и, проясняя в сознании духовенства священную миссию нашей школы, Вы незаметно вкладывали первые кирпичи в фундаменты тех школьных зданий, сетью которых с такой поразительной быстротой покрылась наша Полтавская епархия». В 1911 году епархиальный съезд учредил при Полтавском и Лубенском женских епархиальных училищах две стипендии имени протоиерея Иустина Ольшевского, в память о его деятельности.
С 13 ноября 1914 года — епископ Челябинский, первый викарий Оренбургской епархии.
С 4 июня 1915 года — епископ Омский и Павлодарский.
Был награждён орденами Российской империи: Св. Анны 3-й (1905), 2-й (1908) и 1-й (1915) степеней и Св. Владимира 3-й степени (1912).
В 1917 году стал членом Поместного собора Православной российской церкви, участвовал в 1-й сессии; был членом-делопроизводителем Судной комиссии при Совещании Епископов, заместителем председателя IX и член III, VII, XIV отделов.
После издания большевистскими властями декрета об отделении церкви от государства организовал в Омске крестный ход (4 февраля 1918 года), в ходе которого обращался к народу с призывом хранить православную веру и защищать храмы от безбожников. В ночь с 5 на 6 февраля арестован большевиками, при аресте был убит эконом владыки, Николай Цикура. Эти события вызвали возмущение прихожан. Закрылись учреждения, магазины, учебные заведения, красногвардейцы на улицах разгоняли народ. Власти вначале ввели в городе осадное положение, но уже 8 февраля были вынуждены освободить архиерея.
5 мая 1918 года патриархом Тихоном он был возведён в сан архиепископа.

### Соратник адмирала Колчака
В ноябре 1918 года был избран главой Временного высшего церковного управления Сибири. В период, когда он занимал этот пост, в Сибири был отменён декрет об отделении церкви от государства. Церковь получила отобранные у неё земли и собственность, в школах восстановлено преподавание Закона Божия, в Сибири была восстановлена учебная деятельность в пяти духовных семинариях и в пяти духовных училищах.
29 января 1919 года привёл к присяге адмирала Александра Колчака как Верховного правителя России. В марте организовал крестный ход с участием Колчака и членов Российского правительства. Восстановил институт военных священников, а августе 1919 года благословил участников съезда казачьих войск России. Церковное управление, возглавляемое им, рассылало воззвания, в которых разъяснялась антихристианская суть большевизма. В Омске издавались журналы «За святую Русь» и «Сибирский благовестник».
Активно поддерживал движение крестоносцев, возникшее на Восточном фронте по инициативе профессора Дмитрия Болдырева и протоиерея Петра Рождественского, создавших в Омске Гермогеновское братство по организации Дружин Святого Креста и Зелёного Знамени. Владыка отслужил молебен перед отправкой на фронт первой роты добровольцев-крестоносцев, лично прикалывал на грудь кресты командирам добровольцев, освятил кресты и хоругвь дружины крестоносцев и благословил участников дружины иконой святителя Николая.

### Смерть
После оставления Омска Русской армией остался в своей епархии. Согласно житию, основанному на публикациях Ивана Шихатова, был арестован большевиками в Омске в конце 1919 года, находился в заключении около двух месяцев, после чего был подвергнут жестоким пыткам, от которых погиб: 
Архиепископ Сильвестр был заключён в тюрьму, где в течение двух месяцев его истязали, требуя от него покаяния. Ничего не добившись, безбожники подвергли святителя жестокой и мучительной смерти. Прибив его руки гвоздями к полу и таким образом распяв, они раскалёнными шомполами прижигали его тело, а затем раскалённым докрасна шомполом пронзили сердце. Архиепископ Сильвестр принял мученическую кончину 26 февраля 1920 года.
Согласно документам, найденным главным специалистом Исторического архива Омской области М. Ф. Паниной, епископ после прихода красных был взят под арест, но по требованию горожан освобождён вечером того же дня и изгнан из архиерейского дома. Он жил у священника Фёдора Чемагина и умер 10 марта 1920 года от рака кишечника. О кончине архиепископа от указанного заболевания сообщается в Книге регистрации актов гражданского состояния о смерти по 3-у району Омска за 1920 год. М. Ф. Панина также опубликовала письмо М. А. Столповского, где говорилось о естественной смерти епископа Сильвестра от «кишечного рака» и его захоронении в «Соборном склепе». Не найдено никаких документов, подтверждающих факт ареста архиепископа или содержания его в тюрьме. Церковный историк Андрей Кострюков указывает, что в материалах Русской зарубежной церкви, связанных с прославлением новомучеников, указывается, что епископ Сильвестр умер именно в марте, а не феврале 1920 года.

## Канонизация
В ноябре 1981 года Архиерейский Собор РПЦЗ канонизировал Собор новомучеников и исповедников Российских, но без поимённой канонизации. В дальнейшем в число новомучеников был включён и епископ Сильвестр без установления отдельного дня памяти.
В 1998 году был прославлен как местночтимый святой Омской епархии.
Мощи святого были обретены 16 июля 2005 года при раскопках фундамента разрушенного в 1930-х годах Успенского собора, в его Никольском приделе. Подлинность мощей затем подтвердили три научные экспертизы.
Митрополит Омский и Тарский Феодосий (Процюк) так рассказал об обретении мощей святого:

Когда я сюда приехал, мне сразу рассказали о последнем омском дореволюционном архиерее Сильвестре, что его распяли на полу в Каинске и похоронили в общей могиле. А оказалось, что добрые люди его в соборе потихоньку от властей захоронили, облачив в архиерейские одежды. <...> Наши студенты вели раскопки в этих местах, и каждый день приносил нам новые доказательства того, что мы нашли именно захоронение архиепископа Омского и Павлодарского Сильвестра. Только стали раскапывать, пошла вода и всплыла иконка маленькая с надписью на обратной стороне: «Преосвященному епископу Сильвестру от почитателей его таланта. Июль. 1914 год», которая восемьдесят четыре года пролежала в земле. Потом достали гроб, и в нём вместе с останками оказались параман, архиерейский пояс, параманный крест, а также металлический стержень — своеобразный символ мученической кончины. Ножки же были обернуты в орлец. Это было последним доказательством, что здесь захоронен архиерей. Все экспертизы были в нашу пользу, Комиссия по канонизации признала этот факт и прославила нашего владыку Сильвестра в лике святых.
В августе 2000 году Архиерейский собор Русской православной церкви причислил святителя Сильвестра (Ольшевского) и эконома Николая Цикуру к лику Новомучеников и Исповедников Российских.
По благословению патриарха Кирилла от 18 мая 2018 года, в соответствии с уточнёнными данными Синодальной комиссии по канонизации святых (рапорт председателя Комиссии № 64 от 16.05.2018), архиепископ Омский Сильвестр (Ольшевский) именуется священноисповедником и память его перенесена с 26 февраля на 10 марта (9 марта в високосном году).

## Сочинения
- Книга Премудрости Иисуса, сына Сирахова // ИР НБУВ. Ф. 304. Д. 1082.
- Проект инструкции для противоштундистских миссионеров-священников Юго-Западного края // Руководство для сельских пастырей. 1889. — № 24.
- О постановке женского воспитания и обучения в народных школах // Руководство для сельских пастырей. 1891. — № 16.
- Задачи нашей противосектантской миссии; Речь при открытии воскресной женской школы // Полтавские епархиальные ведомости. 1892. — № 6, 23.
- Архимандрит Макарий Глухарев, основатель Алтайской миссии // Полтавские епархиальные ведомости. 1893. — № 7.
- Дело и деятельность Переводческой комиссии Православного миссионерского братства // Полтавские епархиальные ведомости. 1894. — № 8.
- Шестая годовщина Полтавского отделения Миссионерского общества.
- Слово по случаю открытия памятника // Полтавские епархиальные ведомости. 1895. — № 5, 18.
- Жены благовестницы // Полтавские епархиальные ведомости. 1896. — № 4.
- Слово в день Сретения Господня; Миссионерский характер церковноприходской школы среди сектантского населения; Женские церковные школы; Школьный праздник // Полтавские епархиальные ведомости. 1897. — № 5, 27, 30-32.
- Слова пред святой плащаницею в Великую Пятницу // Полтавские епархиальные ведомости. 1898. — № 11/12; 1899. — № 13; 1904. — № 12; 1905. — № 13; 1906. — № 11; 1908. — № 15; 1909. — № 11; 1910. — № 13.
- Слово в 1-ю неделю св. Четыредесятницы; Слово; Речь при открытии педагогических курсов для учителей // Полтавские епархиальные ведомости. 1898. — № 7, 13, 19.
- Наша Забайкальская миссия и ламаизм; Праздник женских ЦПШ; Слово к детям // Полтавские епархиальные ведомости. 1899. — № 12-13, 18.
- Слова в св. Четыредесятницы; Речь при открытии педагогических курсов для учительниц // Полтавские епархиальные ведомости. 1901. — № 7, 9.
- Слова в день св. Кирилла и Мефодия; Слово в день 100-летней годовщины Полтавской епархии // Полтавские епархиальные ведомости. 1903. — № 16; 1904. — № 1, 15.
- Памяти преосвященного Феофана, Вышинского затворника (9 его писем к валаамскому старцу Агапию) // Полтавские епархиальные ведомости. 1905. — № 5-7.
- Место идеже лежа Господь с приложением планов города Иерусалима и города Полтавы // Полтавские епархиальные ведомости. 1906. — № 4-6.
- Слова; [Полемические статьи] // Полтавские епархиальные ведомости. 1907. — № 7, 14, 21-23; 1908. — № 2, 9-10, 32, 36.
- Место, идеже лежа Господь. Из палестинских бесед в Полтавском кафедральном соборе. Полтава, 1907.
- В вере ли вы? — Полтава, 1909.
- Русские святые из мирян. Богословские чтения. Полтава, 1909.
- Слово в 40-й день по смерти прот. Иоанна Кронштадтского; 25-летие нашей ЦПШ // Полтавские епархиальные ведомости. 1909. — № 5, 21.
- Борьба со штундой. Полтава, 1910 (3-е изд.).
- Слово пред Горбаневским образом Божией Матери // Полтавские епархиальные ведомости. 1910. — № 20.
- Обличение штунды в библейских текстах. — 2-е изд. — Полтава, 1910.
- Миссионерская программа Закона Божия для начальных школ. (Против сектантов). — Полтава, 1910.
- Речь при наречении во епископа // Церковные ведомости. Приб. 1911. — № 4.
- Пастырь молитвенник // Пастырский венок дорогому батюшке о. Иоанну Кронштадтскому. СПб., 1911. — С. 14-20.
- Общедоступное богословское чтение. — Полтава, 1913.
- Пути спасения. — СПб, 1913.
- Слово при первом вступлении в Челябинский собор; Каким должно быть клиросное чтение // Оренбургские епархиальные ведомости. 1915. — № 1, 41-44.
- Миссионерское дело в начальной школе; К духовенству Омской епархии // Омские епархиальные ведомости. 1915. — № 19, 22, 24.
- Духовенству Омской епархии; Обращения к народу и духовенству; Послание к пастве // Омские епархиальные ведомости. 1917. — № 7, 12, 15/16, 21.
- Верным о Христе чадам паствы Омские // Омские епархиальные ведомости. 1918. — № 4/5.
- Слово при служении заупокойной литургии по еп. Гермогену; Здоровое русло; Слово пред открытием ВВЦ Сибири // Тобольские епархиальные ведомости. 1918. — № 21/22, 32-34.
- Личное начало в человеке и его нравственное значение; Речи при вручении архипастырских жезлов // Тобольские епархиальные ведомости. 1919. — № 10-14, 21.
- Восемь суток с солдатами в теплушке. Омск, 1919.
- О деятельности с 26 февраля 1919 г. проповеднического отряда в Белой армии // Вестник Омской Церкви. 1919. — № 5/6.
- Выступления и письма // Белая гвардия. 2008. — № 10. — С. 77-78, 80-82.